# محمدطیب صحرایی
محمدطیب صحرایی (زادۀ ۱۳۵۵ در کرمانشاه) سیاستمدار ایرانی است که مشاور شهردار و مدیرکل هماهنگی، نظارت و کنترل معاونت هماهنگی و امور مناطق شهرداری تهران از دی ۱۴۰۳ و مدیرکل حوزه شهردار تهران از اسفند ۱۴۰۳ است. وی پیش‌تر استاندار کرمانشاه از سال ۱۴۰۱ تا ۱۴۰۳ بوده‌است. صحرایی در ۳۰ آذر ۱۴۰۱ به عنوان استاندار استان کرمانشاه از هیئت وزیران رأی اعتماد گرفت و تا ۷ آذر ۱۴۰۳ استاندار کرمانشاه بود.
صحرایی دانش‌آموختۀ دکترای جامعه‌شناسی سیاسی از دانشگاه امام صادق است و از سال ۱۳۸۶ عضو هیئت علمی این دانشگاه بوده و سمت‌هایی مانند مسئولیت دفتر اعزام مبلغ، مدیرکل فرهنگی و قائم مقام معاونت دانشجویی دانشگاه را در دست داشته‌است. صحرایی در زمینۀ آموزش و پروش اسلامی در دو مؤسسۀ اندیشۀ روح‌الله و مطالعات راهبردی حکمت صادق فعالیت کرده و از وی به عنوان طراح طرح موسوم به ایماوا (کوته‌نوشتِ «الگوی یک مدرسه ایرانی و اسلامی»)، مجری طرح شهید بهنام محمدی در حوزۀ تربیت اسلامی در مدارس کشور و یکی از مدرسان طرح بینش مطهر یاد شده‌است. وی همچنین پیش‌تر مدیر مجتمع فرهنگی آموزشی امام صادق وابسته به دانشگاه امام صادق بوده‌است.

## مداحی
محمدطیب صحرایی در جلسه‌ای که به مناسبت عید غدیر خم با عنوان «نشست یالثارات الحسین» در روز ۱۴ تیر ۱۴۰۲ با حضور مداحان استان کرمانشاه در استانداری کرمانشاه برگزار کرده‌بود شخصاً اقدام به مداحی و خواندن نوحه کرد.